# C-4 (взрывчатое вещество)
C-4 (си-четыре или си-фор) — разновидность пластичных взрывчатых веществ военного назначения.
Состав был разработан в 1956 году как улучшение состава, применявшегося во Второй мировой войне, состоявшего из гексогена, минерального масла и лецитина и похожего на пластичные взрывчатые вещества. C4
входит в группу с обозначением «C», в которую также входят составы C-2 и C-3, содержащие разные количества гексогена.
Иногда утверждается, что обозначение «C» означает «композиция» (англ. composition), и название состава является аббревиатурой от Composition 4. Однако это неверно, термин composition использовался для любого стабильного взрывчатого состава, и существовали взрывчатки «Composition A» и «Composition B». Таким образом, более логично название Composition C-4.

## Состав[2]
В состав C-4 входят:
- гексоген (Cyclotrimethylenetrinitramine/RDX) (90 %)
- полимерное связующее — полиизобутилен (3,1 %)
- пластификатор — ди-(2-этилгексил)-себацинат или диоктилсебацинат (5,3 %)
- моторное масло спецификации SAE 10 (1,6 %)

Кроме того, в настоящее время в состав добавляется химическая метка (например, 2,3-диметил-2,3-динитробутан) для определения типа взрывчатого вещества и его происхождения.
С-4 — это 91 % гексогена, 2,25 % вистанекса, 5,31 % диоктилсебацината и 1,44 % жидкой смазки.

## Свойства
Состав C-4 широко известен своей пластичностью. Он может заполнять щели в зданиях и конструкциях и принимать любую желаемую форму. Кроме того, C-4 известен своей надёжностью и стабильностью. Например, поджигание C-4 приводит к медленному горению (примерно такому же, как при сгорании древесины).
Паспортная чувствительность к удару — 48 см (тротил 90—100 см) для груза 2 кг. Однако эксперимент Разрушителей легенд показал, что даже падение на заряд C-4 груза массой 41 кг с расстояния 91 см и прямое попадание винтовочных пуль с разумно близкого расстояния не приводят к взрыву (см. эпизод 175 сезона 2011 года (англ.)).
Надёжным способом вызвать взрыв является применение электродетонатора или капсюля-детонатора.
Когда начинается реакция, С-4 распадается, выделяя различные газы (в основном оксиды углерода и азота). Начальная скорость расширения газов составляет 8500 метров в секунду.
Для стороннего наблюдателя взрыв происходит почти мгновенно. Тем не менее, взрыв имеет две фазы. Первоначальное расширение причиняет бо́льшую часть разрушений. Оно также создаёт область низкого давления возле центра — газы двигаются так быстро, что возле центра почти не остаётся газов. Во второй фазе газы двигаются назад в область частичного вакуума, создавая вторую волну, направленную внутрь.
Двух стандартных армейских блоков C-4 (M-112) весом в полкилограмма каждый хватает, чтобы взорвать грузовик. Взрывотехники используют обычно большее количество C-4. К примеру, чтобы разрушить стальную балку толщиной в 20 сантиметров, используют примерно 3,5 — 4,5 кг C-4.

## Применение
C-4 используется для различных разрушительных задач. В основном взрывчатое вещество применяется военными для подрыва сооружений — ВВ заполняют трещины, чтобы взорвать тяжёлые стены. С-4 также широко используется в качестве оружия для поражения живой силы в бою или террористическом акте. Например, во время Войны во Вьетнаме солдаты использовали мину M18A1 «Клеймор». Эта мина состоит из блока C-4 и поражающих элементов в виде стальных шариков и роликов.

Благодаря своей стабильности и превосходному поражающему действию С-4 используется террористами и партизанами по всему миру. Малое количество C-4 может стать причиной больших разрушений, кроме того, C-4 не имеет запаха и её легко перевозить контрабандой. В настоящее время C-4 производится во многих странах мира, так что, учитывая относительную доступность, С-4 остаётся одним из главных орудий террористов. 

## Дополнительная информация
- Во время войны во Вьетнаме многие американские солдаты использовали небольшие количества C-4 для разогрева пайков в длительных рейдах. Хотя солдаты вполне безопасно применяли этот метод, ходило несколько историй о том, как солдаты пытались потушить C-4, затаптывая пламя, и вызывали взрыв — горение ВВ в замкнутом или полузамкнутом пространстве приводит к повышению давления, ускорению горения и приводит к взрыву с гораздо большей вероятностью, чем горение в открытом пространстве, но «Разрушителям легенд» (175 серия, 9 сезон) не удалось подорвать С-4 ни с помощью ударов, ни с помощью термитной смеси.
- C-4 использовался в финале турнира по профессиональному рестлингу «Король смертельной схватки» («King of the Death match») в 1995 в Японии. Победитель турнира Мик Фоли (Mick Foley) получил при этом ожоги 2-й степени.
- В СССР похожее ВВ нормальной мощности на основе гексогена выпускалось и выпускается в РФ, как ВВ для ВС СССР/РФ под названием Пластит-4 или ПВВ-4
- Используется силами СпН как ВВ, из которого можно приготавливать фигурные, необычные по форме и весу заряды, наряду с ЭВВ-11 Эластит.
- С-4 изначально не имеет запаха. Но чтобы собаки могли обнаруживать её, применяют специальные химические маркеры. В большинстве случаев С-4 пахнет миндалём.